# Marginella lineatolabrum
Marginella lineatolabrum is een slakkensoort uit de familie van de Marginellidae. De wetenschappelijke naam van de soort is voor het eerst geldig gepubliceerd in 1840 door Gaskoin.